# 後冠齒獸
後冠齒獸屬（学名：Hypercoryphodon），也称超冠齿兽属，是犀牛般體型的全齒目動物，是始新世蒙古的原住民。牠們很像其祖先的冠齒獸。
後冠齒獸與戈壁獸是同期的動物。

## 下属物种
本属包括以下物种：
- 汤氏超冠齿兽 Hypercoryphodon thomsoni Osborn & Granger, 1932